# Pandemia di COVID-19 in Mississippi
La pandemia COVID-19 in Mississippi, negli Stati Uniti d'America, è stata confermata nel marzo 2020.
Al 30 dicembre 2020, il Mississippi ha somministrato 17.410 dosi di vaccino COVID-19, pari allo 0,58% della popolazione.

## Cronologia

### Marzo
Il 12 marzo 2020 il Dipartimento della salute del Mississippi (MSDH) ha confermato il suo primo caso nello stato, una persona della contea di Forrest che aveva recentemente viaggiato in Florida. Tre giorni dopo, il 15 marzo, lo stato ha avuto un aumento dei casi (4) nello stato, portando il totale a 10.
Il 16 marzo, due nuovi casi nello stato, uno nella contea di Pearl River e uno nella contea di Monroe. Il 17 marzo, i casi nello stato sono aumentati da 12 a 21, con 4 nella contea di Hinds, 3 nella contea di Leflore, uno nella contea di Jackson e uno nella contea di Harrison. Il giorno successivo, il 18 marzo, i casi sono saliti a 34, con la contea di DeSoto che ha visto il suo primo caso, insieme alle contee di Madison e Perry. La contea di Bolivar ha visto i suoi primi 2 casi. Il giorno successivo, 19 marzo, lo stato ha visto 16 casi e la sua prima morte.
Il 21 marzo, lo stato è balzato nei casi, segnalando 60 nuovi casi, salendo ad un totale di 140. Il 22 marzo c'erano 67 nuovi casi nello stato e la maggior parte delle contee dello stato si sono ritrovate con un nuovo caso.

## Risposta del governo

### Stato di emergenza
Il 14 marzo, due giorni dopo l'annuncio del primo caso nello stato, il governatore Tate Reeves ha dichiarato lo stato di emergenza, a causa del grande impatto che la vicina Louisiana ha avuto con il virus. La Louisiana a quel tempo era lo stato pro capite più infetto. Reeves è recentemente tornato da un viaggio dalla Spagna (un paese pesantemente colpito dal virus) e ha dichiarato che lavorerà volontariamente da casa a scopo precauzionale.
Il 15 marzo, il sindaco della città di Jackson, Chokwe Antar Lumumba, ha dichiarato l'emergenza civile per la città.
Il 21 marzo, il sindaco di Tupelo Jason Shelton ha imposto un ordine di soggiorno che è entrato in vigore all'inizio del 22 marzo. 9 Lo stesso giorno, Columbus mise un coprifuoco dalle 22:00 alle 6:00 fino a nuovo avviso.
Il 24 marzo, il governatore Reeves ha emesso un ordine esecutivo definendo la maggior parte delle attività "essenziali", inclusi ristoranti, bar e altri stabilimenti, ma dovrebbe essere limitato a sole 10 persone. L'ordinanza proibiva inoltre ai governi locali di imporre ordinanze più severe. Tuttavia, la formulazione dell'ordine esecutivo genera una certa confusione tra i governi locali circa l'autorità dello stato che ignora le restrizioni stabilite da comuni e contee. In risposta alle critiche e alla confusione espresse da funzionari pubblici e locali, il 26 marzo il governatore Reeves ha emesso un'ordinanza supplementare in cui chiariva che erano consentite restrizioni più severe stabilite dagli organi di governo locali.
Il 1º aprile, il governatore ha emesso un ulteriore ordine esecutivo, annunciando un ordine di soggiorno in tutto lo stato, richiedendo a tutte le attività non essenziali di chiudere e annullare i precedenti servizi di ristorazione riguardanti l'ordine del 24 marzo.

### Controversie
L'ufficiale sanitario statale Dr.Thomas Dobbs ha dichiarato durante una conferenza stampa il 1º aprile che l'MSDH non sta rivelando al pubblico il numero di ventilatori disponibili e il numero di operatori sanitari infettati da COVID-19, nonostante abbia confermato che l'MSDH dispone di queste informazioni, citando il potenziale di paura e confusione, anche se altri stati, come la Louisiana, forniscono questi numeri.
Il 17 aprile, il governatore ha esteso il soggiorno in loco per un'ulteriore settimana.
Il 27 aprile, il governatore ha riaperto le attività di vendita al dettaglio e sono state riprese le procedure mediche e dentistiche. Tuttavia, il 2 maggio, il governatore ha rinviato i piani per far ripartire l'economia dopo che sono stati confermati 397 nuovi casi, il più grande aumento che il Mississippi avesse visto.

## Impatto

### Nello sport
Negli sport universitari, la National Collegiate Athletic Association ha annullato tutti i tornei invernali e primaverili, in particolare i tornei di basket maschile e femminile di divisione I, che hanno interessato college e università in tutto lo stato. Il 16 marzo, la National Junior College Athletic Association ha cancellato anche il resto delle stagioni invernali, così come le stagioni primaverili. Anche gli sport delle scuole superiori sono stati cancellati.